# Martin van Dorne
Martin van Dorne (Leuven, 22 januari 1736 - aldaar, 2 mei 1808) was een 18de-eeuws Zuid-Nederlands kunstschilder, gespecialiseerd in stillevens.

## Familiekundig
Hij was de zoon van Amand van Dorne en van Elisabeth Annosset. Hij huwde Petronille Ekermans met wie hij een zoon had, Frans van Dorne (10 april 1776-30 november 1848), die eveneens kunstschilder was. Hij is overleden in het Burgerlijk Hospitaal van Leuven op 2 mei 1808.

## Levensloop
De leertijd en vroege carrière van Martin van Dorne blijven van slecht gekend. Hij was in zijn geboortestad gevestigd als schilder van bloemenstillevens en genoot een regionale bekendheid. Wellicht was hij – zoals vele tijdgenoten – om den brode ook als decoratieschilder werkzaam. Zijn faam moet toch iéts voorgesteld hebben want op 5 augustus 1779 werd Van Dorne door prins Karel van Lorreinen vereerd met de eretitel van hofschilder.
In oktober 1800 was Van Dorne samen met Pieter-Jozef Verhaghen, Antoon Clevenbergh en François Jacquin medestichter van de Academie van Leuven.

## Oeuvre
Martin van Dorne schilderde voornamelijk stillevens met bloemen, vlinders en fruit waarbij hij eerder aansloot bij de laatbarokke traditie van J.B. Bosschaert en G.L. Cocklers dan bij het rococo en het neoclassicisme. Voor zover we kunnen oordelen bezat Van Dorne niet de grote schilderkunstige virtuositeit van Bosschaert en Cocklers: zijn stijl komt bij hen vergeleken wat houterig over. Een stilleven in het Stedelijk Museum van Leuven combineert achtergrond met een rivierlandschap waarin een familie in de vrije natuur, met een stillevenconstructie tegen een muur op het voorplan.

## Situering
Van Dorne en zijn stadsgenoten Antoine Clevenbergh, Michel-Joseph Speeckaert en Jan-Jozef “Pottekens” Verhaghen vormden een kwartet Leuvense stillevensschilders met een regionale faam. Naast hen waren in die discipline nog andere kunstenaars werkzaam in de Zuidelijke Nederlanden: Cornelis Lens die eveneens meer bij de laatbarok aansloot, en dan de typische vertegenwoordigers van rococo en neoclassicisme Pieter Faes, Joris-Frederik Ziesel, Alexandre Scaron en Jean-Baptiste Berré.
In hert veilinghuis Christie's in New York werd in 1992 een olieverfschilderij van Martin Van Dorne verkocht voor meer dan 25.000 dollar. Een Belgisch veilinghuis verkocht in november 2001 een olieverfschilderij voor 8.676 €

## Musea
- Stedelijk Museum Vanderkelen-Mertens, Leuven
- Parkabdij, Heverlee.

- Biografisch Portaal: 03929095
- Digitale Bibliotheek voor de Nederlandse Letteren: dorn003
- RKD-Nederlands Instituut voor Kunstgeschiedenis: 23936
- Union List of Artist Names: 500011944
- Virtual International Authority File: 95753831